# Eminence (banda)
Eminence é uma banda brasileira de groove metal/new deathcore, da cidade de Belo Horizonte formada em 1995. 
A banda possui uma sonoridade similar a Machine Head, DevilDriver e Sepultura. Se apresentaram em três edições do Rock in Rio, em 2015, 2019 e 2022, além de dezenas de tours fora do pais e festivais como Woodstock na Polônia; Rock Al Parque na Colômbia, Summer Breeze Brasil, SXSW no Texas, CMJ New York e Red Bull Music na China.

## História
O Eminence foi formado em janeiro de 1995, na cidade de Belo Horizonte, no estado de Minas Gerais, pelo guitarrista Alan Wallace. No mesmo ano, a banda gravou sua primeira demo Hunger. Após vários shows pelo estado de Minas Gerais, a banda começou a ganhar visibilidade e foi convidada a participar do festival Skol Rock em 1997.
O Eminence venceu a etapa mineira e ficou em terceiro lugar no ranking nacional. A banda trabalhou na divulgação do seu trabalho e teve a oportunidade de abrir o show da banda dinamarquesa Mercyful Fate no Brasil em 1998 e isso impulsionou a banda a sair em turnê pela Europa, junto com bandas de renome internacional.
O Eminence é convidado para participar do maior festival de rock da América Latina, em Bogotá na Colômbia, o Rock Al Parque 99, tendo tocado para mais de cem mil pessoas e sendo a primeira banda brasileira a participar do evento.
Em março de 2000, o CD Chaotic System é licenciado na Europa pelo selo Diamond Records e em maio do mesmo ano abrem o show da banda Motörhead em Belo Horizonte. No mesmo ano partem para a segunda tour na Europa Y2Kaos agosto e novembro de 2000.
Em 2004, a banda lança pela gravadora suíça Timeless Productions Humanology, segundo álbum de sua carreira produzido por Neil Kernon (Cannibal Corpse, Nevermore, Judas Priest) e muito bem aceito pelo público europeu e brasileiro, rendendo ao quarteto a sua maior turnê em 2005, com 65 shows agendados.
No ano de 2008, o grupo lança seu terceiro álbum, The God of All Mistakes, na Europa, EUA e Japão, pela gravadora Locomotive Records. O álbum foi produzido pelo produtor dinamarquês Tue Madsen (Halford, Dark Tranquility, The Haunted) e é licenciado no Brasil pela VOICE MUSIC.
O quarto álbum de estúdio, The Stalker, foi lançado em agosto de 2013, álbum também produzido pelo produtor dinamarquês Tue Madsen.
Em 2018, os mineiros lançaram o EP intitulado Minds Apart, gravado no Eminence Studios na cidade de Belo Horizonte e produzido pelo guitarrista Alan Wallace. As mixagens foram feitas na Dinamarca mais uma vez pelo produtor Tue Madsen no estúdio Antfarm e a masterização pelo renomado Ted Jensen no estúdio Sterling Sound. A arte de capa foi feita pelo artista grego Viktor Koen, que já trabalhou com  a banda no álbum The Stalker.
Em maio de 2021, lançam o sexto álbum de estúdio, Dark Echoes, disponibilizado em todas as plataformas digitais pela Blood Blast, subsidiária digital da gravadora alemã Nuclear Blast. A arte de capa foi criada pelo artista carioca Rafael Moco e o material foi produzido pelo dinamarquês Tue Madsen. A faixa-título, lançada em março como primeiro single, traz a participação especial do vocalista sueco Björn “Speed” Strid (Soilwork, The Night Flight Orchestra, At the Movies e Gathering of Kings) e de Rodrigo Garcia (Orquestra Mineira de Rock) nos cellos, além de outras participações especiais como a do tecladista Márcio Buzelin (Jota Quest) no piano e do músico e DJ Marco AS nos samplers em "Into The Ashes" e do ex-guitarrista da banda Project46, Jean Patton, na faixa “Wake Up The Blind”. Junto com o disco, a banda lança no seu canal do Youtube o videoclipe de “Burn it Again”.
Dark Echoes marcou a estreia do baterista Alexandre Oliveira (Tianastácia, Troops of Doom e Raising Conviction) substituindo André Márcio (ex-Overdose).

## Formação
- Bruno Paraguay - vocal
- Alan Wallace - guitarra
- Davidson Mainart - baixo
- Alexandre Oliveira - bateria

### Membros anteriores
- Luiz Henrique (Rico) - baixo
- Farid Sarsur - vocal
- Wanderson Maciel - baixo
- Jairo Guedz - baixo
- Andre Marcio - bateria
- Adolfo Americano - bateria
- Igor Laranjo - guitarra
- Renato Amarante - guitarra
- Beto Ferris - vocal
- Rodrigo Nunes - baixo
- Bernardo Gozaric - baixo
- Wallace Parreiras - vocal

## Discografia

### Álbuns de estúdio
- Chaotic System (1999)
- Humanology (2004)
- The God of all Mistakes (2008)[9]
- The Stalker (2013)
- Minds Apart (2018)
- Dark Echoes (2021)